# Quitaraju
De Quitaraju is een 6.040 meter hoge berg in Peru, die deel uitmaakt van de bergketen Cordillera Blanca in de Andes. In de Vallei Quebrada Santa Cruz, het dal van de drukke Santa Cruz trekking. Het is de buurberg van de Alpamayo.
De berg is een populaire bestemming voor alpinisten.

## Klimroutes
- Normaalroute: Noordwand [D-], steile sneeuw- en ijsroute.